# Kapsylen
Kapsylen är ett arbetskollektiv grundat 1976. Kapsylen är inrymd i före detta Svenska kapsylfabriken på Tjärhovsgatan 44-46, Södermalm i Stockholm. Föreningen är kanske mest känd för Kafé 44 som ligger i husets bottenvåning.

## Föreningen
Föreningens grundidé är att människor gemensamt förvaltar en fastighet för att få arbetsplatser till självkostnadspris och för att skapa gränsöverskridande mötesplatser. Huset rymmer idag många olika kulturella verksamheter och generationer. År 2006 arbetade cirka 70 personer i Kapsylen varje dag.

## Husets historia
Huset byggdes för Aktiebolaget Svenska Kapsylfabriken och stod klart år 1900 enligt ritningar av Ullrich & Hallquisth. Här arbetade kvinnor och män med att tillverka och måla kapsyler och stanniolpapper att säljas till vinhandlare och senare till Vin- & Spritcentralen. Lönen betalades ut varje fredag. Vid sextiotalets början tillverkades istället tenntuber och senare tuber i plast. Så småningom började andra småindustrier hyra in sig i huset och 1966 var det slut med tillverkning i Kapsylfabrikens regi. Nu förvaltade bolaget bara fastigheten och hyrde ut lokaler. 1975 såldes huset till Hans Olof Jarnhammar. Huset såldes senare till arbetskollektivet Kapsylen.

## Verksamheter
- Arkitekterna – arkitekter.
- Ateljé Woo – maskverkstad.
- Bild – fotografer.

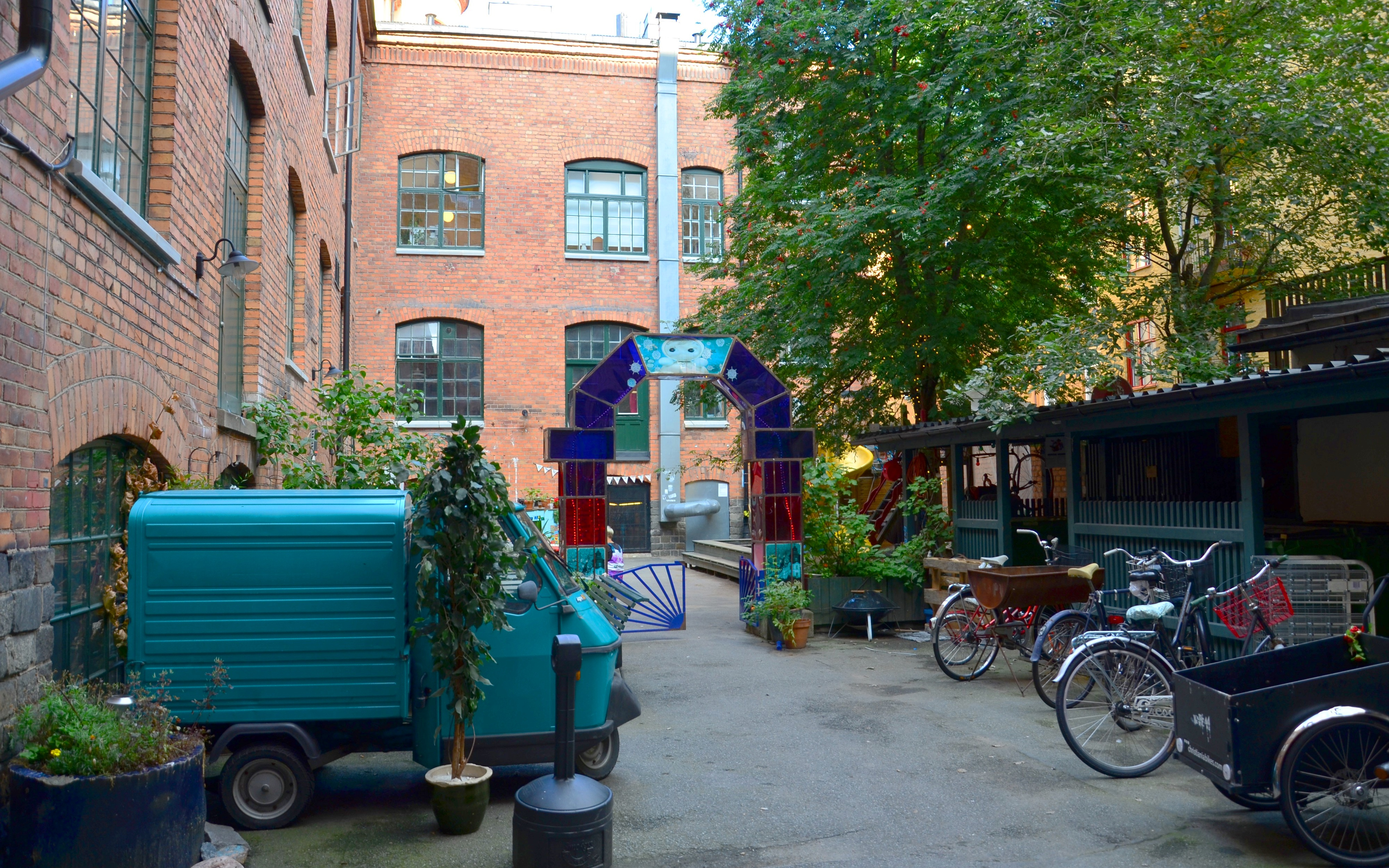
Innergården.

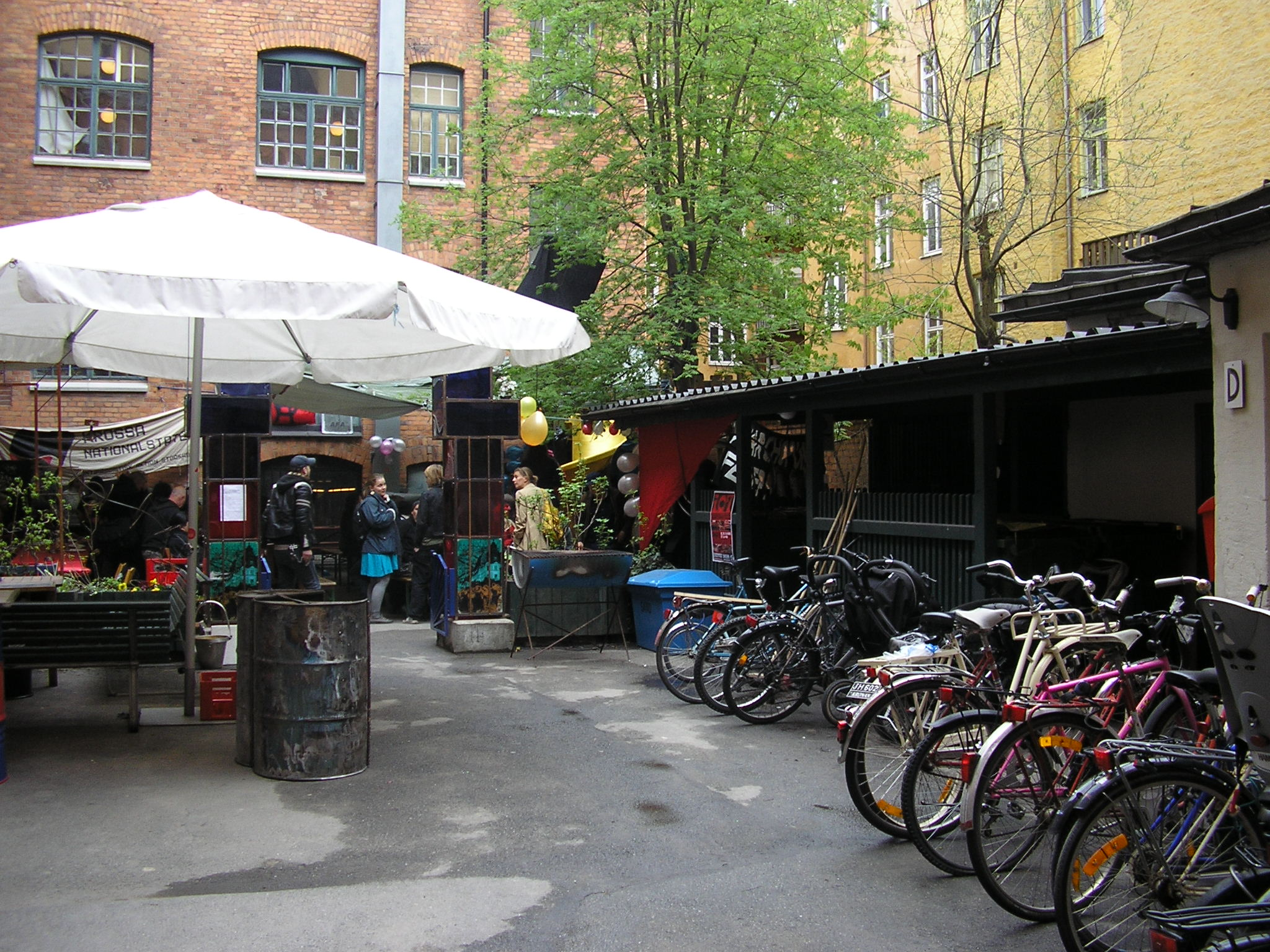
Innergården.

- Cap Gallery– galleri och produktion.
- Cafez – teaterensemble.
- Frilansgruppen – journalister.
- Film & Media – filmare, producenter och formgivare.
- Fotogruppen – fotografer.
- Jord & Frihet – solidaritet och rättvisemärkt handel.
- Kafé 44 – musikkonserter på Scen 44 och kafé.
- Keramiken – keramiker.
- Konstgruppen – fem konstnärsateljéer.
- Korken – förskola som drivs som föräldrakooperativ.
- Musiken – Weeping Willows replokal och studio.
- Skrivarna – skrivande personer.
- Studio 44 – konstnärsdriven utställningsverksamhet.
- Sällskapet – textilformgivning.
- Rub-a-Dub – musikstudio.
- Översättarna – översättare.